# Liste des représentants des États-Unis pour l'Oklahoma
Les représentants de l'Oklahoma sont les membres de la Chambre des représentants des États-Unis élus pour l'État de l'Oklahoma.

## Représentants actuels
| District | Représentant | Représentant   | Parti       | Siège depuis le                             |
| -------- | ------------ | -------------- | ----------- | ------------------------------------------- |
| 1er      |              | Kevin Hern     | Républicain | 13 novembre 2018 (6 ans, 4 mois et 1 jour)  |
| 2e       |              | Josh Brecheen  | Républicain | 3 janvier 2023 (2 ans, 2 mois et 11 jours)  |
| 3e       |              | Frank Lucas    | Républicain | 10 mai 1994 (30 ans, 10 mois et 4 jours)    |
| 4e       |              | Tom Cole       | Républicain | 3 janvier 2003 (22 ans, 2 mois et 11 jours) |
| 5e       |              | Stephanie Bice | Républicain | 3 janvier 2021 (4 ans, 2 mois et 11 jours)  |

## Délégations historiques

### Représentants du territoire de l'Oklahoma
Le territoire de l'Oklahoma est créé en 1890. Il élit alors un délégué, sans droit de vote, à la Chambre des représentants des États-Unis.
| Délégué | Délégué                     | Parti       | Mandat                                                    |
| ------- | --------------------------- | ----------- | --------------------------------------------------------- |
|         | David Archibald Harvey (en) | Républicain | 4 novembre 1890 – 3 mars 1893 (2 ans, 3 mois et 27 jours) |
|         | Dennis Thomas Flynn (en)    | Républicain | 4 mars 1893 – 3 mars 1897 (3 ans, 11 mois et 27 jours)    |
|         | James Yancy Callahan (en)   | Free Silver | 4 mars 1897 – 3 mars 1899 (1 an, 11 mois et 27 jours)     |
|         | Dennis Thomas Flynn (en)    | Républicain | 4 mars 1899 – 3 mars 1903 (3 ans, 11 mois et 27 jours)    |
|         | Bird Segle McGuire (en)     | Républicain | 4 mars 1903 – 3 mars 1907 (3 ans, 11 mois et 27 jours)    |

### De 1907 à 1953
En 1907, l'Oklahoma devient un État à part entière. Il élit cinq représentants de 1907 à 1913, puis huit de 1913 à 1933, neuf de 1933 à 1943 et à nouveau huit jusqu'en 1953.
| 60e (1907-1909) | Bird Segle McGuire (R)       | Elmer L. Fulton (D)       | James S. Davenport (D) | Charles D. Carter (D)    | Scott Ferris (D)          |                       |                           |                          |                   |
| 61e (1909-1911) | Bird Segle McGuire (R)       | Dick T. Morgan (R)        | Charles E. Creager (R) | Charles D. Carter (D)    | Scott Ferris (D)          |                       |                           |                          |                   |
| 62e (1911-1913) | Bird Segle McGuire (R)       | Dick T. Morgan (R)        | James S. Davenport (D) | Charles D. Carter (D)    | Scott Ferris (D)          |                       |                           |                          |                   |
| Congrès         | 1er district                 | 2e district               | 3e district            | 4e district              | 5e district               | At-large (A)          | At-large (B)              | At-large (C)             |                   |
| 63e (1913-1915) | Bird Segle McGuire (R)       | Dick T. Morgan (R)        | James S. Davenport (D) | Charles D. Carter (D)    | Scott Ferris (D)          | William H. Murray (D) | Joseph Bryan Thompson (D) | Claude Weaver (D)        |                   |
| Congrès         | 1er district                 | 2e district               | 3e district            | 4e district              | 5e district               | 6e district           | 7e district               | 8e district              | District at-large |
| 64e (1915-1917) | James S. Davenport (D)       | William Wirt Hastings (D) | Charles D. Carter (D)  | William H. Murray (D)    | Joseph Bryan Thompson (D) | Scott Ferris (D)      | James V. McClintic (D)    | Dick Thompson Morgan (R) |                   |
| 65e (1917-1919) | Thomas Alberter Chandler (R) | William Wirt Hastings (D) | Charles D. Carter (D)  | Tom D. McKeown (D)       | Joseph Bryan Thompson (D) | Scott Ferris (D)      | James V. McClintic (D)    | Dick Thompson Morgan (R) |                   |
| 66e (1919-1921) | Everette B. Howard (D)       | William Wirt Hastings (D) | Charles D. Carter (D)  | Tom D. McKeown (D)       | John W. Harreld (R)       | Scott Ferris (D)      | James V. McClintic (D)    | Dick Thompson Morgan (R) |                   |
| 66e (1919-1921) | Everette B. Howard (D)       | William Wirt Hastings (D) | Charles D. Carter (D)  | Tom D. McKeown (D)       | John W. Harreld (R)       | Scott Ferris (D)      | James V. McClintic (D)    | Charles Swindall (R)     |                   |
| 67e (1921-1923) | Thomas Alberter Chandler (R) | Alice Robertson (R)       | Charles D. Carter (D)  | Joseph C. Pringey (R)    | Fletcher B. Swank (D)     | L. M. Gensman (R)     | James V. McClintic (D)    | Manuel Herrick (R)       |                   |
| 68e (1923-1925) | Everette B. Howard (D)       | William Wirt Hastings (D) | Charles D. Carter (D)  | Tom D. McKeown (D)       | Fletcher B. Swank (D)     | Elmer Thomas (D)      | James V. McClintic (D)    | Milton C. Garber (R)     |                   |
| 69e (1925-1927) | Samuel J. Montgomery (R)     | William Wirt Hastings (D) | Charles D. Carter (D)  | Tom D. McKeown (D)       | Fletcher B. Swank (D)     | Elmer Thomas (D)      | James V. McClintic (D)    | Milton C. Garber (R)     |                   |
| 70e (1927-1929) | Everette B. Howard (D)       | William Wirt Hastings (D) | Wilburn Cartwright (D) | Tom D. McKeown (D)       | Fletcher B. Swank (D)     | Jed Johnson, Sr. (D)  | James V. McClintic (D)    | Milton C. Garber (R)     |                   |
| 71e (1929-1931) | Charles O'Connor (R)         | William Wirt Hastings (D) | Wilburn Cartwright (D) | Tom D. McKeown (D)       | Ulysses S. Stone (R)      | Jed Johnson, Sr. (D)  | James V. McClintic (D)    | Milton C. Garber (R)     |                   |
| 72e (1931-1933) | Wesley E. Disney (D)         | William Wirt Hastings (D) | Wilburn Cartwright (D) | Tom D. McKeown (D)       | Fletcher B. Swank (D)     | Jed Johnson, Sr. (D)  | James V. McClintic (D)    | Milton C. Garber (R)     |                   |
| 73e (1933-1935) | Wesley E. Disney (D)         | William Wirt Hastings (D) | Wilburn Cartwright (D) | Tom D. McKeown (D)       | Fletcher B. Swank (D)     | Jed Johnson, Sr. (D)  | James V. McClintic (D)    | E. W. Marland (D)        | Will Rogers (D)   |
| 74e (1935-1937) | Wesley E. Disney (D)         | John C. Nichols (D)       | Wilburn Cartwright (D) | Percy Lee Gassaway (D)   | Joshua B. Lee (D)         | Jed Johnson, Sr. (D)  | Sam C. Massingale (D)     | Phil Ferguson (D)        | Will Rogers (D)   |
| 75e (1937-1939) | Wesley E. Disney (D)         | Lyle Boren (D)            | Wilburn Cartwright (D) | Robert P. Hill (D)       |                           | Jed Johnson, Sr. (D)  | Sam C. Massingale (D)     | Phil Ferguson (D)        | Will Rogers (D)   |
| 75e (1937-1939) | Wesley E. Disney (D)         | Lyle Boren (D)            | Wilburn Cartwright (D) | Gomer Griffith Smith (D) |                           | Jed Johnson, Sr. (D)  | Sam C. Massingale (D)     | Phil Ferguson (D)        | Will Rogers (D)   |
| 76e (1939-1941) | Wesley E. Disney (D)         | Lyle Boren (D)            | Wilburn Cartwright (D) | Mike Monroney (D)        |                           | Jed Johnson, Sr. (D)  | Sam C. Massingale (D)     | Phil Ferguson (D)        | Will Rogers (D)   |
| 77e (1941-1943) | Wesley E. Disney (D)         | Lyle Boren (D)            | Wilburn Cartwright (D) | Mike Monroney (D)        | Victor Wickersham (D)     | Jed Johnson, Sr. (D)  | Ross Rizley (R)           |                          |                   |
| 78e (1943-1945) | Wesley E. Disney (D)         | Lyle Boren (D)            | William G. Stigler (D) | Mike Monroney (D)        | Victor Wickersham (D)     | Jed Johnson, Sr. (D)  | Ross Rizley (R)           | Paul Stewart (D)         |                   |
| 79e (1945-1947) | George Schwabe (R)           | Lyle Boren (D)            | William G. Stigler (D) | Mike Monroney (D)        | Victor Wickersham (D)     | Jed Johnson, Sr. (D)  | Ross Rizley (R)           | Paul Stewart (D)         |                   |
| 80e (1947-1949) | George Schwabe (R)           | Carl Albert (D)           | William G. Stigler (D) | Mike Monroney (D)        | Glen D. Johnson (D)       | Toby Morris (D)       | Ross Rizley (R)           | Preston E. Peden (D)     |                   |
| 81e (1949-1951) | Dixie Gilmer (D)             | Carl Albert (D)           | William G. Stigler (D) | Mike Monroney (D)        | Tom Steed (D)             | Toby Morris (D)       | Victor Wickersham (D)     | George H. Wilson (D)     |                   |
| 82e (1951-1953) | George Schwabe (R)           | Carl Albert (D)           | William G. Stigler (D) | John Jarman (D)          | Tom Steed (D)             | Toby Morris (D)       | Victor Wickersham (D)     | Page Belcher (R)         |                   |

### Depuis 1953
De 1953 à 2003, l'Oklahoma élit six représentants à la Chambre des représentants États-Unis. Depuis 2003, l'État en compte cinq.
| Congrès          | 1er district           | 2e district         | 3e district       | 4e district        | 5e district          | 6e district           |
| ---------------- | ---------------------- | ------------------- | ----------------- | ------------------ | -------------------- | --------------------- |
| 83e (1953-1955)  | Page Belcher (R)       | Ed Edmondson (D)    | Carl Albert (D)   | Tom Steed (D)      | John Jarman (D)      | Victor Wickersham (D) |
| 84e (1955-1957)  | Page Belcher (R)       | Ed Edmondson (D)    | Carl Albert (D)   | Tom Steed (D)      | John Jarman (D)      | Victor Wickersham (D) |
| 85e (1957-1959)  | Page Belcher (R)       | Ed Edmondson (D)    | Carl Albert (D)   | Tom Steed (D)      | John Jarman (D)      | Toby Morris (D)       |
| 86e (1959-1961)  | Page Belcher (R)       | Ed Edmondson (D)    | Carl Albert (D)   | Tom Steed (D)      | John Jarman (D)      | Toby Morris (D)       |
| 87e (1961-1963)  | Page Belcher (R)       | Ed Edmondson (D)    | Carl Albert (D)   | Tom Steed (D)      | John Jarman (D)      | Victor Wickersham (D) |
| 88e (1963-1965)  | Page Belcher (R)       | Ed Edmondson (D)    | Carl Albert (D)   | Tom Steed (D)      | John Jarman (D)      | Victor Wickersham (D) |
| 89e (1965-1967)  | Page Belcher (R)       | Ed Edmondson (D)    | Carl Albert (D)   | Tom Steed (D)      | John Jarman (D)      | Jed Johnson, Jr. (D)  |
| 90e (1967-1969)  | Page Belcher (R)       | Ed Edmondson (D)    | Carl Albert (D)   | Tom Steed (D)      | John Jarman (D)      | James V. Smith (R)    |
| 91e (1969-1971)  | Page Belcher (R)       | Ed Edmondson (D)    | Carl Albert (D)   | Tom Steed (D)      | John Jarman (D)      | John N. Camp (R)      |
| 92e (1971-1973)  | Page Belcher (R)       | Ed Edmondson (D)    | Carl Albert (D)   | Tom Steed (D)      | John Jarman (D)      | John N. Camp (R)      |
| 93e (1973-1975)  | James Robert Jones (D) | Clem McSpadden (D)  | Carl Albert (D)   | Tom Steed (D)      | John Jarman (D)      | John N. Camp (R)      |
| 94e (1975-1977)  | James Robert Jones (D) | Ted Risenhoover (D) | Carl Albert (D)   | Tom Steed (D)      | John Jarman (R)      | Glenn English (D)     |
| 95e (1977-1979)  | James Robert Jones (D) | Ted Risenhoover (D) | Wes Watkins (D)   | Tom Steed (D)      | Mickey Edwards (R)   | Glenn English (D)     |
| 96e (1979-1981)  | James Robert Jones (D) | Mike Synar (D)      | Wes Watkins (D)   | Tom Steed (D)      | Mickey Edwards (R)   | Glenn English (D)     |
| 97e (1981-1983)  | James Robert Jones (D) | Mike Synar (D)      | Wes Watkins (D)   | Dave McCurdy (D)   | Mickey Edwards (R)   | Glenn English (D)     |
| 98e (1983-1985)  | James Robert Jones (D) | Mike Synar (D)      | Wes Watkins (D)   | Dave McCurdy (D)   | Mickey Edwards (R)   | Glenn English (D)     |
| 99e (1985-1987)  | James Robert Jones (D) | Mike Synar (D)      | Wes Watkins (D)   | Dave McCurdy (D)   | Mickey Edwards (R)   | Glenn English (D)     |
| 100e (1987-1989) | Jim Inhofe (R)         | Mike Synar (D)      | Wes Watkins (D)   | Dave McCurdy (D)   | Mickey Edwards (R)   | Glenn English (D)     |
| 101e (1989-1991) | Jim Inhofe (R)         | Mike Synar (D)      | Wes Watkins (D)   | Dave McCurdy (D)   | Mickey Edwards (R)   | Glenn English (D)     |
| 102e (1991-1993) | Jim Inhofe (R)         | Mike Synar (D)      | Bill Brewster (D) | Dave McCurdy (D)   | Mickey Edwards (R)   | Glenn English (D)     |
| 101e (1993-1995) | Jim Inhofe (R)         | Mike Synar (D)      | Bill Brewster (D) | Dave McCurdy (D)   | Ernest Istook (R)    | Glenn English (D)     |
| 101e (1993-1995) | Steve Largent (R)      | Mike Synar (D)      | Bill Brewster (D) | Dave McCurdy (D)   | Ernest Istook (R)    | Frank Lucas (R)       |
| 104e (1995-1997) | Steve Largent (R)      | Tom Coburn (R)      | Bill Brewster (D) | J. C. Watts (R)    | Ernest Istook (R)    | Frank Lucas (R)       |
| 105e (1997-1999) | Steve Largent (R)      | Tom Coburn (R)      | Wes Watkins (R)   | J. C. Watts (R)    | Ernest Istook (R)    | Frank Lucas (R)       |
| 106e (1999-2001) | Steve Largent (R)      | Tom Coburn (R)      | Wes Watkins (R)   | J. C. Watts (R)    | Ernest Istook (R)    | Frank Lucas (R)       |
| 107e (2001-2003) | Steve Largent (R)      | Brad Carson (D)     | Wes Watkins (R)   | J. C. Watts (R)    | Ernest Istook (R)    | Frank Lucas (R)       |
| 107e (2001-2003) | John Sullivan (R)      | Brad Carson (D)     | Wes Watkins (R)   | J. C. Watts (R)    | Ernest Istook (R)    | Frank Lucas (R)       |
| 108e (2003-2005) | Frank Lucas (R)        | Brad Carson (D)     | Tom Cole (R)      |                    | Ernest Istook (R)    |                       |
| 109e (2005-2007) | Frank Lucas (R)        | Dan Boren (D)       | Tom Cole (R)      |                    | Ernest Istook (R)    |                       |
| 110e (2007-2009) | Frank Lucas (R)        | Dan Boren (D)       | Tom Cole (R)      | Mary Fallin (R)    |                      |                       |
| 111e (2009-2011) | Frank Lucas (R)        | Dan Boren (D)       | Tom Cole (R)      | Mary Fallin (R)    |                      |                       |
| 112e (2011-2013) | Frank Lucas (R)        | Dan Boren (D)       | Tom Cole (R)      | James Lankford (R) |                      |                       |
| 113e (2013-2015) | Frank Lucas (R)        | Jim Bridenstine (R) | Tom Cole (R)      | James Lankford (R) | Markwayne Mullin (R) |                       |
| 114e (2015-2017) | Frank Lucas (R)        | Jim Bridenstine (R) | Tom Cole (R)      | Steve Russell (R)  | Markwayne Mullin (R) |                       |
| 115e (2017-2019) | Frank Lucas (R)        | Jim Bridenstine (R) | Tom Cole (R)      | Steve Russell (R)  | Markwayne Mullin (R) |                       |
| 116e (2019-2021) | Frank Lucas (R)        | Kevin Hern (R)      | Tom Cole (R)      | Kendra Horn (D)    | Markwayne Mullin (R) |                       |
| 117e (2021-2023) | Frank Lucas (R)        | Kevin Hern (R)      | Tom Cole (R)      | Stephanie Bice (R) | Markwayne Mullin (R) |                       |

## Premières
- Alice Robertson est la première femme de l'État à être élue au Congrès en 1921, et la deuxième au niveau national.
- J. C. Watts est le premier Afro-Américain de l'État à être élu au Congrès en 1995[1].